# Разорёнов, Игорь Анатольевич
Игорь Анатольевич Разорёнов (укр. Ігор Разорьонов; род. 25 марта 1970 года, Лиман, Донецкая область, Украинская ССР) — советский и украинский тяжелоатлет, серебряный призёр Олимпийских игр в Афинах (2004), чемпион мира (1995, 1998) и Европы (2003). Заслуженный мастер спорта Украины (1993).

## Биография
Родился 25 марта 1970 года в городе Лиман Донецкой области. Заниматься тяжёлой атлетикой стал с детства у Игоря Тригубова и Сергея Иващенко. В 1988 году переехал в г. Киев, а затем в 1992 — в г. Одесса. В 1987 стал мастером спорта СССР, а затем мастером спорта международного класса — в 1991. В 1990 году становится призёром СССР среди юниоров в составе сборной СССР и чемпионом Европы среди юниоров. Служил в СКА армии Украины. 
В 1991 был включён в сборную команду Украины по тяжёлой атлетике. Неоднократный чемпион и рекордсмен Украины (рывок: 200 кг, категория 105 кг). В 1993 году начал тренироваться у Юрия Кучинова, в этом же году стал бронзовым призёром чемпионата мира в Мельбурне (415 кг). В 1994 году был бронзовым призёром чемпионата Европы, в 1995 и 1998 годах становился чемпионом мира (417,5 кг и 422,5 кг соответственно), призёром чемпионата мира — в 2001 году (417,5 кг), чемпионом Европы — в 2003 году (425 кг). Участвовал в 4 Олимпийских играх (1996, 2000, 2004, 2008). На Олимпийских играх в Афинах (2004) завоевал серебряную медаль. На Олимпийских играх в Пекине (2008) занял шестое место, но после получения результатов допинг-контроля был дисквалифицирован и отстранён от международных соревнований на 4 года. 

## Образование
Имеет 2 диплома о высшем образовании: окончил Киевский государственный институт физической культуры и спорта, Киевскую межрегиональную академию управления персоналом при Президенте Украины.

## Семья
Женат, имеет сына.

## Награды и звания
- Лауреат ордена Григория Маразли (за заслуги перед городом Одессой, Украина).
- В 2004 году Указом Президента Украины № 1104/2004 награждён орденом «За заслуги» 3 степени[2].
- В 1995 и 1998 году Всеукраинским рейтингом популярности и качества «Золотая Фортуна» признан лучшим спортсменом года.